# Andrej Kerić
Andrej Kerić (Vinkovci, 11 febbraio 1986) è un calciatore croato, attaccante del Slavonac Komletinci.
Vincendo nella stagione 2008-09 il titolo di capocannoniere della Gambrinus Liga diviene il primo straniero ad ottenere il riconoscimento.

## Statistiche

### Cronologia presenze e reti in nazionale
| Cronologia completa delle presenze e delle reti in nazionale ― Croazia under 21 | Cronologia completa delle presenze e delle reti in nazionale ― Croazia under 21 | Cronologia completa delle presenze e delle reti in nazionale ― Croazia under 21 | Cronologia completa delle presenze e delle reti in nazionale ― Croazia under 21 | Cronologia completa delle presenze e delle reti in nazionale ― Croazia under 21 | Cronologia completa delle presenze e delle reti in nazionale ― Croazia under 21 | Cronologia completa delle presenze e delle reti in nazionale ― Croazia under 21 | Cronologia completa delle presenze e delle reti in nazionale ― Croazia under 21 |
| Data                                                                            | Città                                                                           | In casa                                                                         | Risultato                                                                       | Ospiti                                                                          | Competizione                                                                    | Reti                                                                            | Note                                                                            |
| ------------------------------------------------------------------------------- | ------------------------------------------------------------------------------- | ------------------------------------------------------------------------------- | ------------------------------------------------------------------------------- | ------------------------------------------------------------------------------- | ------------------------------------------------------------------------------- | ------------------------------------------------------------------------------- | ------------------------------------------------------------------------------- |
| 22-8-2007                                                                       | Kreševo                                                                         | Bosnia ed Erzegovina under 21                                                   | 3 – 3                                                                           | Croazia under 21                                                                | Amichevole                                                                      | -                                                                               | 47’                                                                             |
| 8-9-2007                                                                        | Elbasan                                                                         | Albania under 21                                                                | 1 – 0                                                                           | Croazia under 21                                                                | Qual. Europeo Under-21 2009                                                     | -                                                                               | 74’ 90+5’                                                                       |
| 11-9-2007                                                                       | Zaprešić                                                                        | Croazia under 21                                                                | 3 – 2                                                                           | Azerbaigian under 21                                                            | Qual. Europeo Under-21 2009                                                     | -                                                                               | 66’                                                                             |
| 17-10-2007                                                                      | Tórshavn                                                                        | Fær Øer under 21                                                                | 1 – 2                                                                           | Croazia under 21                                                                | Qual. Europeo Under-21 2009                                                     | -                                                                               |                                                                                 |
| 26-3-2008                                                                       | Čakovec                                                                         | Croazia under 21                                                                | 3 – 1                                                                           | Ungheria under 21                                                               | Amichevole                                                                      | -                                                                               | 51’                                                                             |
| 20-8-2008                                                                       | Koprivnica                                                                      | Croazia under 21                                                                | 2 – 1                                                                           | Bosnia ed Erzegovina under 21                                                   | Amichevole                                                                      | -                                                                               | 82’                                                                             |
| Totale                                                                          |                                                                                 | Presenze                                                                        | 6                                                                               |                                                                                 | Reti                                                                            | 0                                                                               |                                                                                 |

## Palmarès

### Individuale
- Capocannoniere del campionato ceco: 1

2008-09 (15 reti)